# Львиный зев (Венеция)

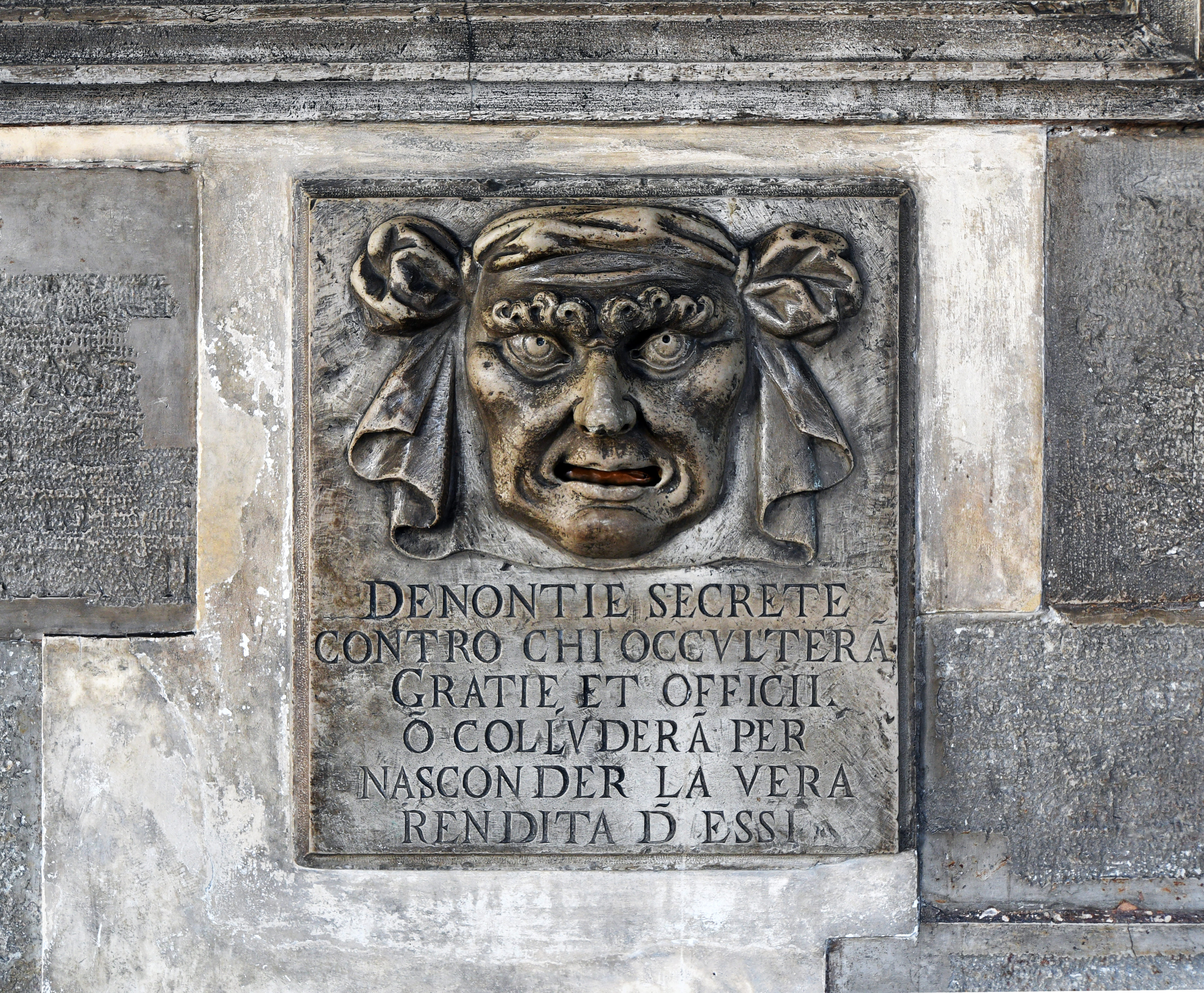
Львиный зев для сбора анонимных доносов, направленных на выявление сокрытия помилований и пошлин, взимаемых государством, и доходов, полученных от них.

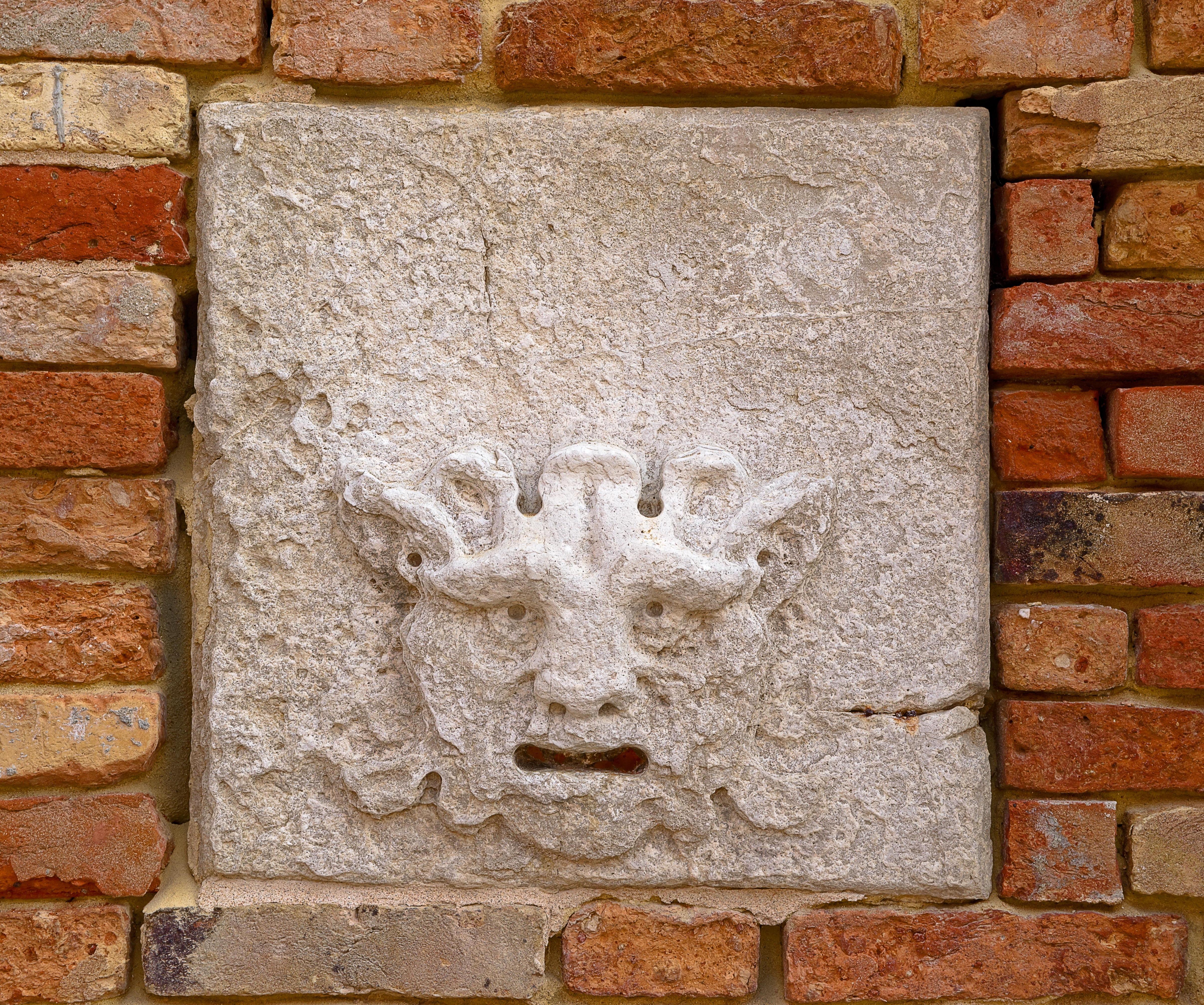
Львиный зев, церковь Сан Мартино

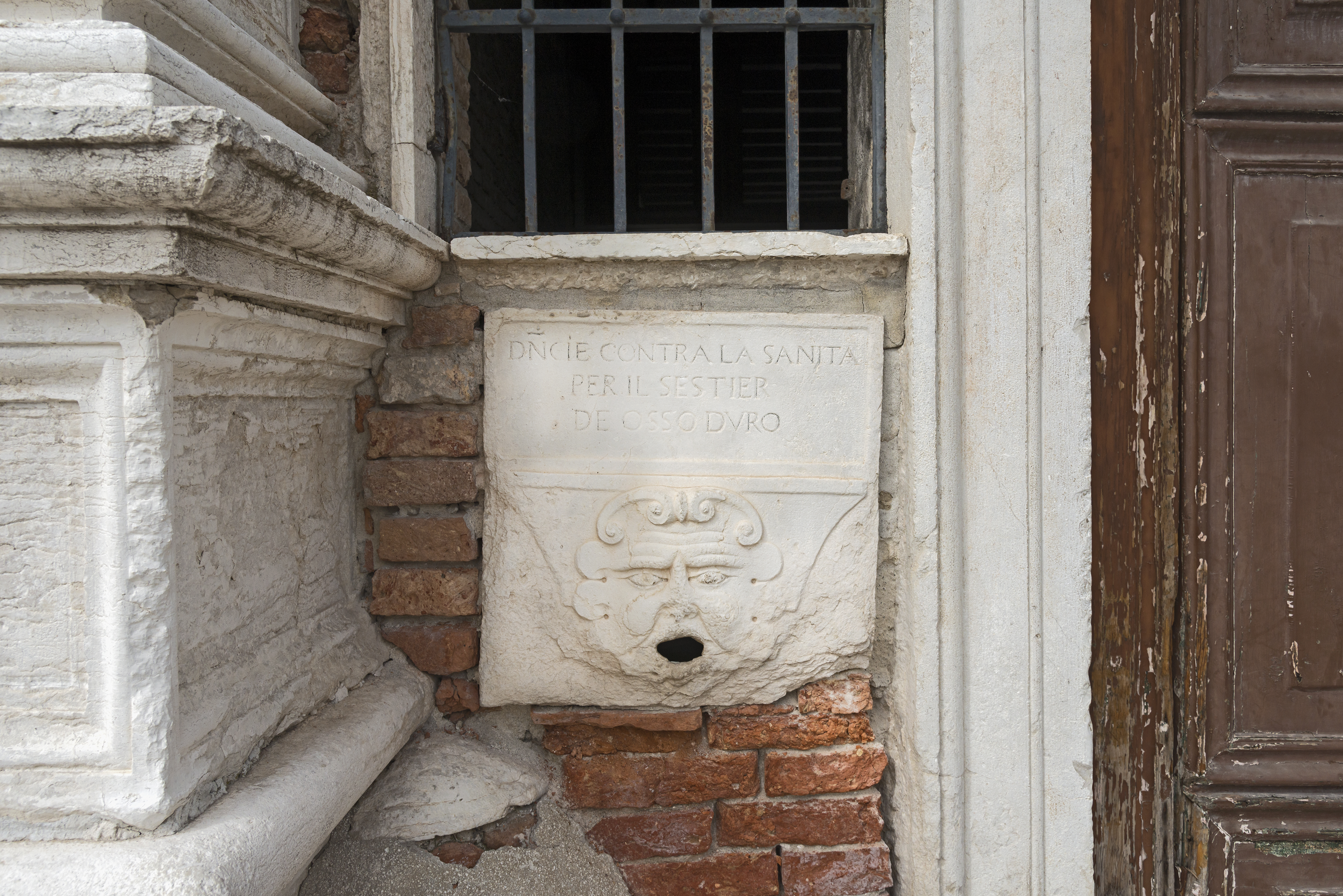
Львиный зев, Санта-Мария-делла-Визитационе

Львиным зевом (венецианское : Boche de Leon) в древней Венецианской республике обозначались особые контейнеры, похожие на сегодняшние почтовые ящики, разбросанные по городу Венеции и, в частности, вблизи и внутри Дворца Дожей, предназначенные для сбора анонимных доносов, предназначенных для Магистраты.

## Особенности и использование
Название зев происходит от того факта, что эти контейнеры часто имели внешне вырезанное изображение разинутой пасти над формулировкой типа жалоб, для сбора которых они предназначались. Таким образом, тот факт, что эти пасти часто изображались в форме львиной морды, что отсылало ко льва святого Марка, символа венецианского государства, лежит в основе общего названия львиный зев.
Анонимность гарантировалась доносчикам формально, на самом деле доносы не были строго анонимными, если только они не касались дел особой важности или тяжести, и в этом случае магистраты были обязаны провести тщательную проверку, прежде чем приступить к делу. Эти доносы, охватывающие широчайший круг преступлений, были необходимы для функционирования специальных трибуналов, отвечающих за государственную безопасность: государственных инквизиторов и, прежде всего, грозного Совета десяти.

## Рекомендации
Первый акт оперы Амилькаре Понкьелли «Джоконда» называется «Львиный зев», потому что один из персонажей, Барнаба, во время монолога «О статуя!» кладёт в пасть льва донос, обвиняя двух влюбленных — Энцо и Лауру.